# Zbyněk Drda
Zbyněk Drda (* 29. března 1987 Ostrov) je český zpěvák, vítěz třetí řady televizní reality show Česko hledá SuperStar.

## Život
Pochází z česko-ruské rodiny, jeho otec pracuje v hotelovém domě v Karlových Varech, matka Galina učí ruštinu; má staršího bratra. Byl talentovaný na hudbu a sport (věnoval se karate, volejbalu a vodnímu záchranářství). Studoval Soukromou obchodní akademii.
I když zpíval od dětství, známým se stal, až když se účastnil třetího ročníku soutěže Česko hledá SuperStar. Třetí řadu 17. prosince 2006 vyhrál.
Po svém vítězství natočil pod vedením producenta Honzy Horáčka během tří měsíců desku Pohled do očí, která vyšla v dubnu 2007 a převzal za ni Desku roku za nejprodávanější debutové album – aneb Objev roku 2007. V nejvýznamnější české hudební anketě popularity Český slavík získal titul Skokan roku 2007, když si proti předchozímu ročníku dokázal polepšit o rekordních 68 příček. Koncertuje s kapelou a připravuje novou desku, která by měla vyjít na jaře 2009.

## Diskografie
- 2007: „Pohled do očí“ BMG

## Ocenění
- 17. 12. 2006 – Vítěz 3. řady Česko hledá SuperStar
- 17. 2. 2007 – „TýTý“: Objev roku a 2. místo v kategorii Zpěvák[4]
- 2007 – „Zlatý Otto“, 1. místo v kategorii Newcomer[zdroj?]
- 24. 6. 2007 – Jetix Kids Awards, 1. místo v kategorii Zpěvák[5]
- 8. 12. 2007 – Skokan roku v anketě Český slavík [6]
- 3. 3. 2008 – Železná Česká dvanátka za singl Srdce pátrají, který vedl v hitparádě Českého rozhlasu Česká dvanáctka plných 41 kol [7]
- 3. 4. 2008 – Deska roku za nejprodávanější debutové album interpreta – Objev roku [8]